# 大前亘
大前 亘（、1934年〈昭和9年〉2月14日 - 2017年〈平成29年〉12月24日）は、日本の元俳優である。群馬県出身。

## 来歴・人物
東宝の専属俳優として、ジャンルを問わず多くの作品に出演。
1971年（昭和46年）、俳優専属制度廃止後も1973年頃まで活動を続けた。

## 出演作品

### 映画
- 思春期（1952年） - 水谷邦夫
- 潮騒（1954年） - 猛
- 女性に関する十二章（1954年） - 雀屋のボーイ
- 青い芽（1956年） - 不良学生・川島
- 哀愁の街に霧が降る（1956年） - 学生
- 山と川のある町（1957年） - 小野
- 二人だけの橋（1958年） - 大学生
- 若い獣（1958年） - 選手
- 潜水艦イ-57降伏せず（1959年） - イ-57乗組員[要出典]
- 上役・下役・ご同役（1959年） - 中村金持
- 宇宙大戦争（1959年） - ピアース大佐の声[要出典]
- 暗黒街の対決（1960年） - 「みよし乃」店員、大岡組子分 [2役]
- 山のかなたに（1960年） - 町のヨタ公
- ハワイ・ミッドウェイ大海空戦 太平洋の嵐（1960年） - 時刻を読む信号兵[要出典]
- 駄々っ子亭主 続姉さん女房（1960年） - 学生
- 愚連隊シリーズ
  - 独立愚連隊西へ（1960年） - ゲリラ
  - やま猫作戦（1962年） - 歩哨狩り
- 花のセールスマン 背広三四郎（1960年） - 東都スポーツ記者
- お姐ちゃんはツイてるぜ（1960年） - 荻
- ガス人間第一号（1960年） - 記者[6]
- 若大将シリーズ
  - 大学の若大将（1961年） - 水泳部員
  - 銀座の若大将（1962年） - 関口
  - 日本一の若大将（1962年） - 足立
  - ハワイの若大将（1963年） - 貝山
  - エレキの若大将（1965年） - 赤田の取り巻き
  - レッツゴー!若大将（1967年） - 西北大学のサッカー部員
  - フレッシュマン若大将（1969年） - タクシー運転手
- モスラ（1961年） - 船舶協会職員[3]
- トイレット部長（1961年） - 課員
- 世界大戦争（1961年） - 笠置丸通信士[7]
- 黒い画集 第二話 寒流（1961年） - 宇都宮支店行員
- 妖星ゴラス（1962年） - 鳳号計算員[8]
- 女性自身（1962年） - セールスマン
- 河のほとりで（1962年） - 学生
- 月給泥棒（1962年） - オリバーカメラ社員
- 太平洋の翼（1963年） - 機銃員[9]
- 青島要塞爆撃命令（1963年） - 補給隊隊員[要出典]
- 太陽は呼んでいる（1963年）
- クレージー作戦シリーズ
  - クレージー作戦 くたばれ!無責任（1963年） - プールのチンピラ
  - 大冒険（1965年） - 司令室の警官[10]
  - クレージーだよ 奇想天外（1966年） - ストリップショーの観客
  - クレージー大作戦（1966年） - 非常線の警官
  - クレージーだよ天下無敵（1967年） - 渡
  - クレージーの怪盗ジバコ （1967年） - ジバコ特捜班刑事
  - クレージーのぶちゃむくれ大発見（1969年） - 赤沢の配下
  - クレージーの大爆発（1969年） - GIB情報部員
- 江分利満氏の優雅な生活（1963年） - 男子社員
- 海底軍艦（1963年） - 自衛隊レーダー係[1][3]
- ゴジラシリーズ
  - モスラ対ゴジラ（1964年） - ハッピー興業社社員[11][4]
  - ゴジラ・エビラ・モスラ 南海の大決闘（1966年） - 中年記者[8][4]
  - 怪獣島の決戦 ゴジラの息子（1967年） - 気象観測機無線員[8]（計測員[4]）
  - 怪獣総進撃（1968年） - ムーンライトSY-3号乗員[1][3]・有馬[12][4]
  - ゴジラ対ヘドラ（1971年） - 巡査[8]（警官[4]）
  - 地球攻撃命令 ゴジラ対ガイガン（1972年） - 警察署のスピーカーの声[4]、ラジオのアナウンサー[4]、配下の男A[8][4]
- 日本一シリーズ
  - 日本一のホラ吹き男（1964年）
  - 日本一のゴマすり男（1965年） - 営業部員
  - 日本一のゴリガン男（1966年） - 葬式の受付
  - 日本一の男の中の男（1967年） - 中原
  - 日本一のヤクザ男（1970年） - 前野組組員
  - 日本一のワルノリ男（1970年） - 宮下
- 宇宙大怪獣ドゴラ（1964年） - 電波研究所所員[13]
- 西の王将・東の大将（1964年） - 関東学院サッカー部員
- 国際秘密警察 火薬の樽（1964年） - ボーイ
- 暗黒街全滅作戦（1965年） - 子分
- 太平洋奇跡の作戦 キスカ（1965年） - 通信士[8]
- 続西の王将・東の大将（1965年） - 青田
- 戦場にながれる歌（1965年） - 連絡兵
- クレージー映画（時代劇）
  - クレージーの無責任清水港（1966年） - 囚人、勘助の子分 [2役]
  - クレージーの殴り込み清水港（1970年） - 鮫造の子分
- 女の中にいる他人（1966年）
- じゃじゃ馬ならし（1966年） - 伴野
- フランケンシュタインの怪獣 サンダ対ガイラ（1966年） - 羽田空港管制官[出典 4]
- あこがれ（1966年） - 青年
- 殺人狂時代（1967年） - サラリーマン風の男、オバQ [2役]
- 颱風とざくろ（1967年） - 山本
- さらばモスクワ愚連隊（1968年） - キャバレーのボーイ
- 斬る（1968年） - 番人
- 東宝8.15シリーズ
  - 日本のいちばん長い日（1967年） - 近衛師団兵
  - 連合艦隊司令長官 山本五十六（1968年） - 駆逐艦の班長[要出典]
  - 日本海大海戦（1969年）
  - 激動の昭和史 軍閥（1970年） - 長門通信将校
  - 激動の昭和史 沖縄決戦（1971年） - 海岸の歩哨[8]
- 狙撃（1968年） - 尾行者
- 愛のきずな（1969年） - 堀川
- 恋にめざめる頃（1969年） - 技師
- コント55号 人類の大弱点（1969年） - 隅田警察署の警官
- 奇々怪々 俺は誰だ?!（1969年） - 井上弘
- 水戸黄門漫遊記（1969年） - 役人
- 野獣の復活（1969年） - 島村正
- 栄光への反逆（1970年） - 新聞記者
- 喜劇 頑張れ!日本男児（1970年） - 江見
- ゲゾラ・ガニメ・カメーバ 決戦!南海の大怪獣（1970年） - 佐倉[8][2]
- 夕日くん サラリーマン脱出作戦（1971年） - 大森
- 昭和ひとけた社長対ふたけた社員（1971年） - CM監督
- 呪いの館 血を吸う眼（1971年） - 男B[14]
- 父ちゃんのポーが聞える（1971年） - 玉井
- 紙芝居昭和史 黄金バットがやって来る（1972年） - 松野

### テレビドラマ
- ウルトラシリーズ
  - ウルトラQ 第27話「206便消滅す」（1966年） - 206便乗客（眼鏡と蝶ネクタイの乗客）
  - 帰ってきたウルトラマン 第6話「決戦! 怪獣対マット」（1971年） - 病院事務員
- これが青春だ 第3話「明日への序奏」（1966年） - チンピラ
- 快獣ブースカ 第27話「ブースカ対チャメゴン!」（1967年） - 洋服店店主
- 昔三九郎
  - 第5話「鼠小僧御用」（1968年）
  - 第14話「仇討のからくり」（1968年）
- 戦え! マイティジャック 第3話「悪魔の海に飛んでいけ!!」（1968年） - コック
- 鬼平犯科帳 第１シリーズ 第39話「猿（ましら）の銀次郎」（1970年） - 重蔵
- 火曜日の女シリーズ「人喰い」（1970年、NTV）
- 大忠臣蔵（1971年） - 平助
- 流星人間ゾーン 第1話「恐獣ミサイル 爆破せよ!」（1973年） - ガロガバラン星人